# لیوینگ ترایبیونال
لیوینگ ترایبیونال یا دادگاه زندگی (به انگلیسی: Living Tribunal) یک نهاد کیهانی واحد و شخصیتی خیالی در کتاب‌های کامیک آمریکایی منتشر شده توسط مارول کامیکس است. این شخصیت توسط استن لی، ماری سورین و هرب تریمپ خلق شده است که برای اولین بار در شمارهٔ ۱۵۷ داستان‌های عجیب (ژوئن ۱۹۶۷) حضور پیدا کرد. او مخلوقی انسان‌نما و بسیار قدرتمند است که قدمتش به اندازه جهان هستی و مأموریتش محافظت از فرضیه چندجهانی است. او حتی بالاتر از مخلوقات الهی و آسمانی، گالاکتوس، اترنیتی، دث و اینفینیتی قرار دارد و یکی از قدرتمندترین مخلوقات در فرضیه چندجهانی محسوب می‌شود که قادر است با شلیک یک نیروی واحد یک ستاره را به ابرنواختر تبدیل کند.
لیوینگ ترایبیونال ظاهر خود را به شکل یک موجود دارای سه چهره آشکار می‌کند که بیانگر سه جنبه مختلف از شخصیت‌های محکمه است. چهرهٔ جلویی او، که اغلب از طریق آن به صحبت می‌پردازد، به معنای انصاف است. چهره کاملاً پوشیده شده در سمت راست سرش نشان دهنده ضروریت، و چهرهٔ نیمه پوشیده شده او در سمت چپ تنها مخفف انتقام است. او با استفاده از هر سه چهره نظاره‌گر جهان است و به قضاوت آن می‌پردازد. به هنگام قضاوت تمامی این سه جنبه از ذهن این شخصیت باید با یکدیگر توافق کنند تا اقدام‌های لازم قبل از عملکرد مشخص شوند. او می‌تواند یک چهره چهارم نیز داشته باشد که نشان دهنده هیچگونه چیزی نمی‌باشد. زمزمه‌های خوب و بد، درست یا غلط موجودات فانی هیچ معنایی برای او ندارد. لیوینگ ترایبیونال اراده‌ای آزاد برای انجام وظایف خود را ندارد و او تنها در خدمت خالق خود، والای همگان است.

## توانایی‌ها و قدرت‌ها
لیوینگ ترایبیونال دارای توانایی نامحدود است و قادر به محو کردن تمام واقعیت‌های هستی می‌باشد. او تقریباً قادر مطلق، علمی بی‌نهایت و در آن واحد در تمام مکان‌ها حضور دارد و سه چهره‌اش می‌توانند گذشته، حال و آینده را بیان کنند. شخصیت تانوس دارنده جواهرات بی‌نهایت، قدرت‌های لیوینگ ترایبیونال را در جایگاه بالایی در سلسله مراتب فرضیه چندجهانی مارول رتبه‌بندی نموده است.